# Convento de San Agustín (Santiago de Compostela)
El Convento de San Agustín (en gallego: Convento de Santo Agostiño) es un edificio barroco y neoclásico del siglo XVII ubicado en el centro histórico de Santiago de Compostela, Galicia, España. Antiguo convento de Agustinos Calzados de Arzúa, actualmente es un colegio universitario jesuita de mayores dimensiones.

## Descripción
La construcción del convento fue financiada por el Conde de Altamira. Las obras se desarrollaron entre 1623 y 1648, según proyecto de Bartolomé Fernández Lechuga.
Tras la extinción de las órdenes religiosas en España en el XIX, el edificio tuvo varios usos antes de ser ocupado por los jesuitas, que lo transformaron en colegio. La iglesia es de planta rectangular, de una sola nave de tres tramos, cubierta con bóveda de cañón, crucero, capillas laterales y cúpula semiesférica sin tambor. La fachada es de estilo neoclásico, estructurada en dos cuerpos. Hay en él una hornacina con la imagen de la Virgen de la Cerca, llamada así porque estaba en una hornacina de la antigua muralla. El proyecto inicial incluía dos torres, de las cuales sólo existe la de la derecha, inacabada; la otra fue destruida por un rayo en 1788.
En su interior destacan la escultura procesional del Cristo en la columna, obra de Diego de Sande, el retablo mayor, atribuido a Pedro Taboada y fechado en 1690, y el retablo de la Purísima Concepción, fechado en 1740 y de autoría de Simón Rodríguez.